# Sankt Andreas kyrka, Eskilstuna
Sankt Andreas kyrka är en kyrkobyggnad i Eskilstuna, Tunafors församling.

## Kyrkobyggnaden
Kyrkan invigdes den 11 december 1988 vilket gör den till församlingens näst yngsta kyrka. Arkitekten heter Lars-Olof Thorstensson från Lidingö. Kyrkorummets form uttrycker Guds händer som innesluter hela skapelsen. Kyrkan är ihopbyggd med församlingslokaler.

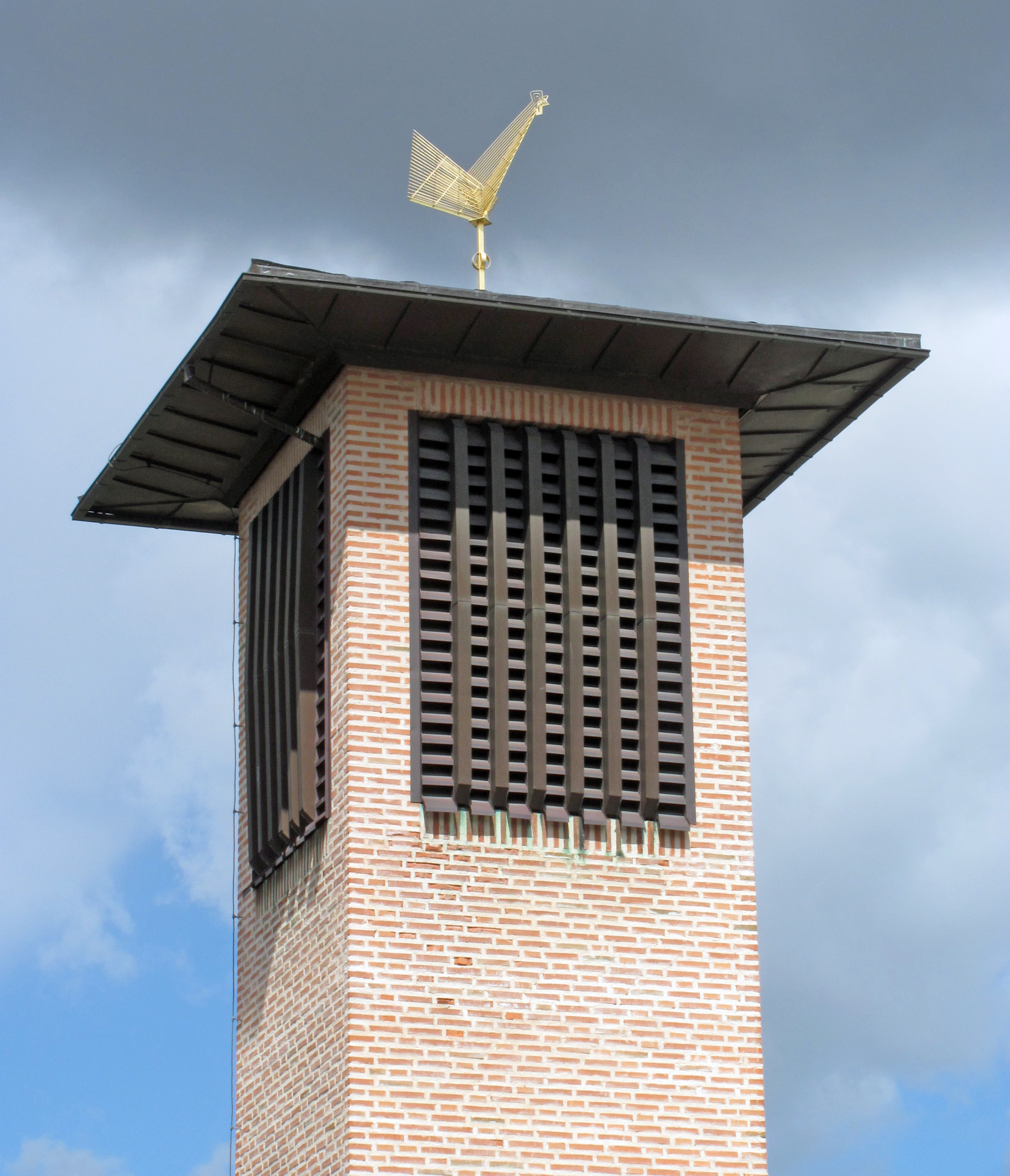
Klockstapeln

## Inventarier
- Ett veckat glaskors i skiftande blå nyanser är tillverkat av glaskonstnären Åsa Brandt i Torshälla. Hon har även tillverkat dopskålen.
- Gobelängen ”Så som en fågel mot himmelens höjd” av Birgitta Hagnell-Lindén.

### Orgel
- Orgeln tillverkades av Mårtenssons orgelfabrik i Lund och färdigställdes hösten 1989. Den har två manualer och 13 stämmor. Orgeln är mekanisk.

| Huvudverk I   | Svällverk II      | Pedal      | Koppel |
| Gedackt 8´    | Rörflöjt 8´       | Subbas 16´ | I/P    |
| Principal 4´  | Salicional 8´     | Borduna 8´ | II/P   |
| Rörflöjt 4´   | Gedacktflöjt 4´   |            | II/I   |
| Waldflöjt 2´  | Principal 2'      |            |        |
| Mixtur 3 chor | Nasat 1 1/3'      |            |        |
|               | Oboe 8'           |            |        |
|               | Tremulant         |            |        |
|               | Crescendosvällare |            |        |

## Bildgalleri

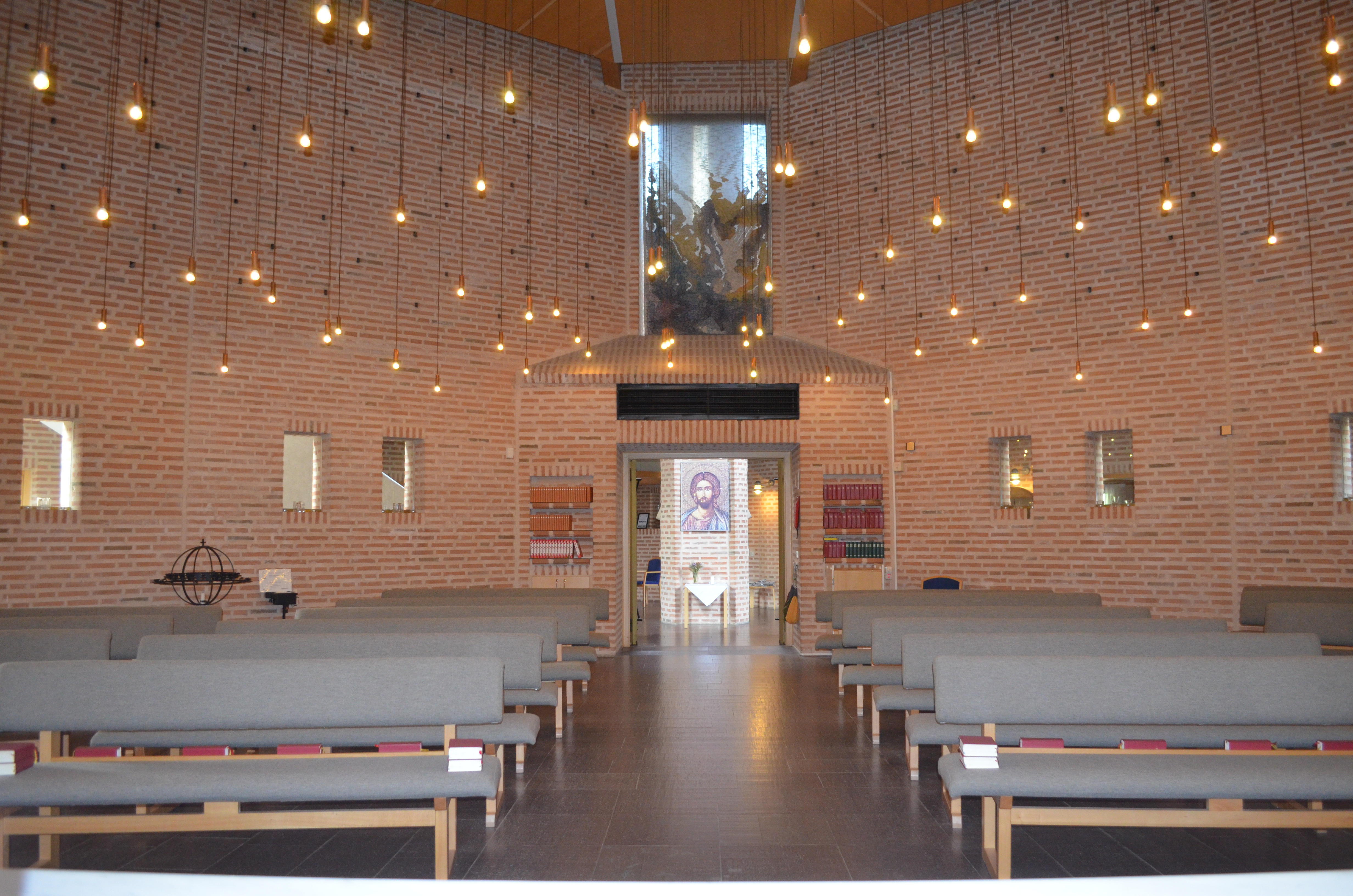
Sankt Andreas kyrkas kyrksal
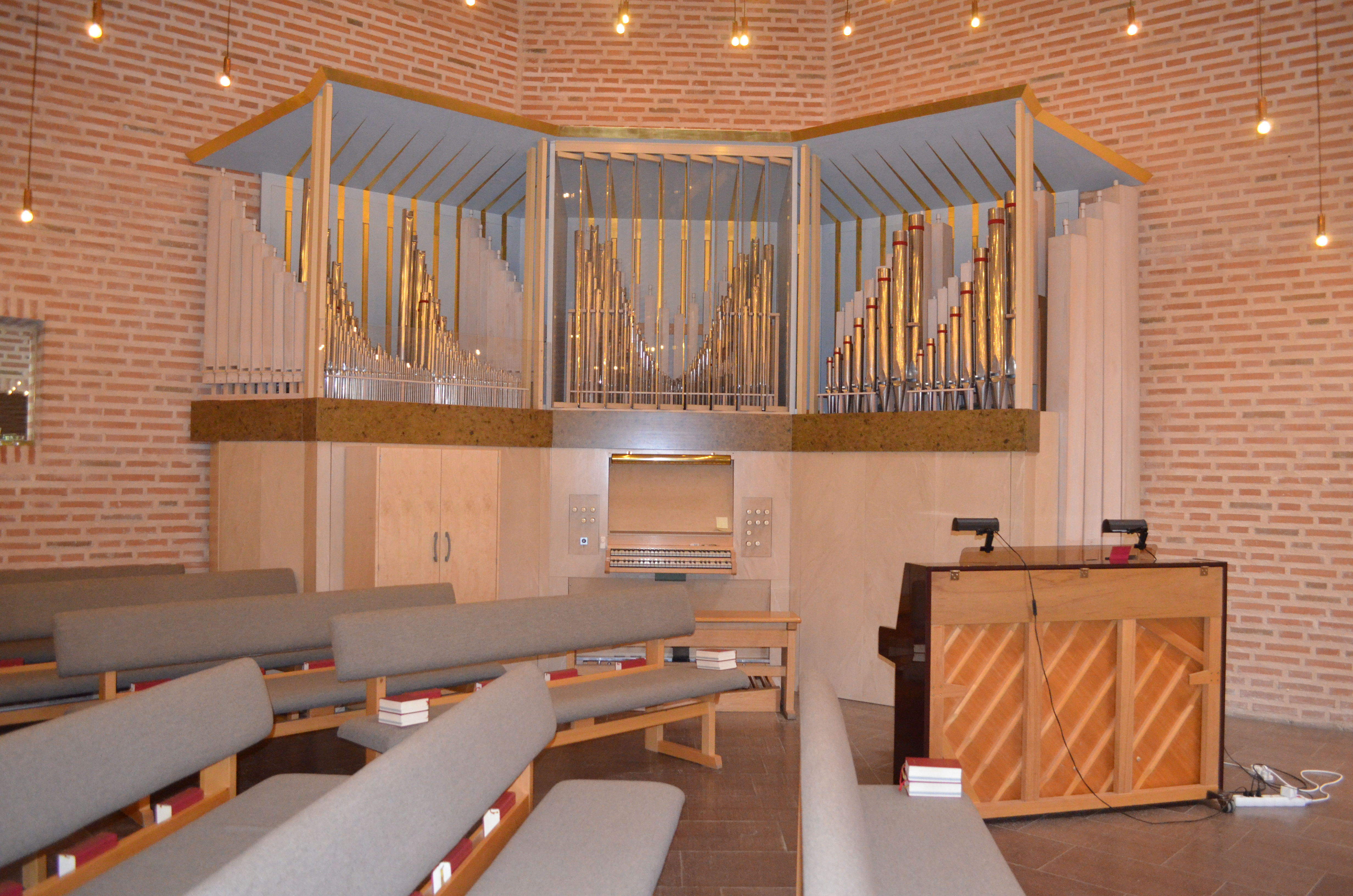
Sankt Andreas kyrkas kyrkorgel
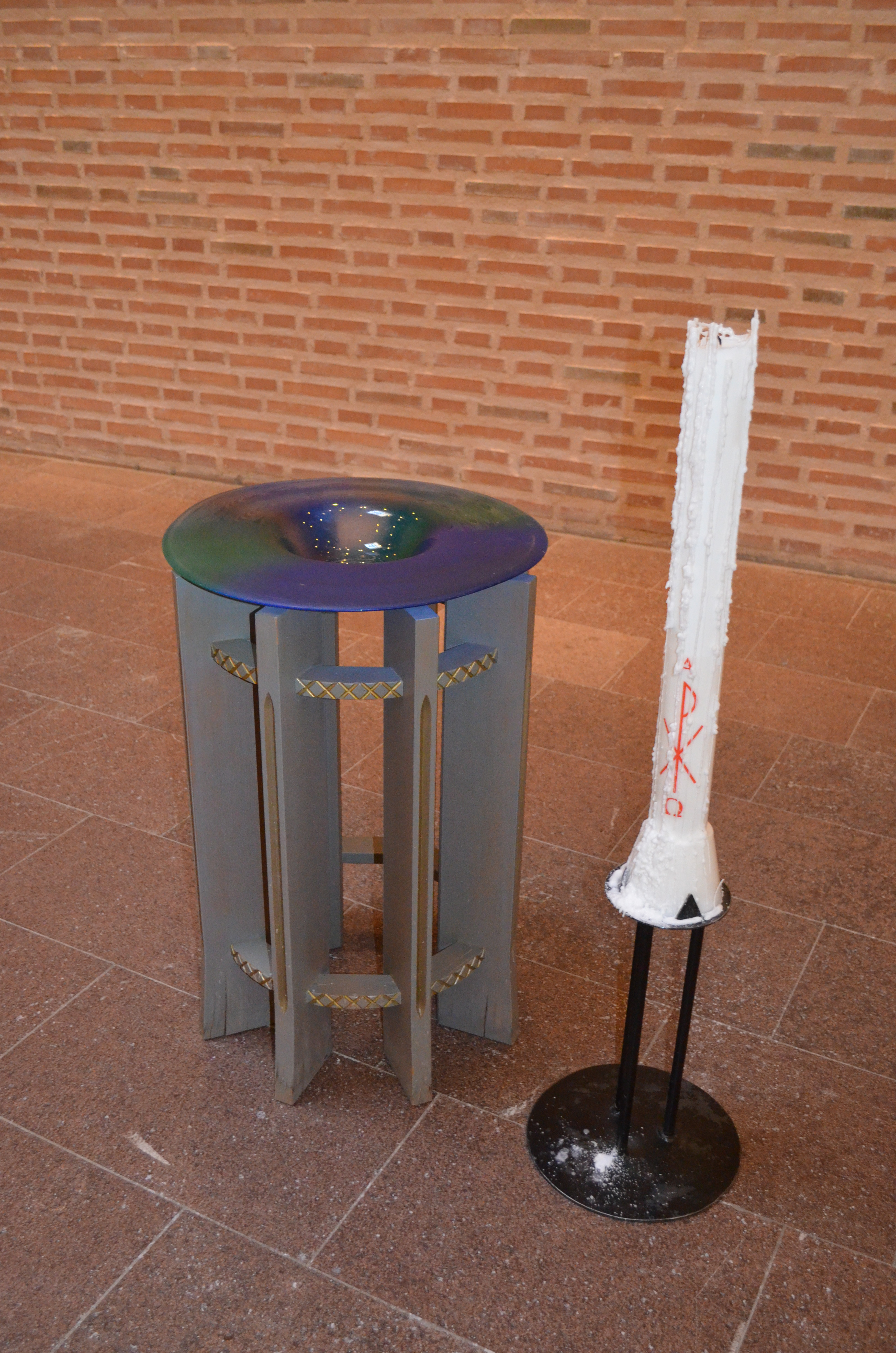
Sankt Andreas kyrkas dopfunt